# Strop zasadniczy
Strop zasadniczy – strop zawierający skały mocne bez wyraźnych płaszczyzn podzielności, który po wybraniu złoża nie wykazuje tendencji do odpadania w kierunku wyrobiska. Może on ulegać pęknięciom w dużych odstępach. Pęknięcia takie są niebezpieczne, gdyż mogą być przyczyną wstrząsów górotworu.